# Židé v Jemenu
Jemenští Židé, nebo Tejmanim jsou Židé, kteří žijí nebo jejich předci žili v Jemenu na jižním cípu Arabského poloostrova. Jsou považování za součást edot ha-mizrach. V letech 1949 až 1950 byla většina jemenských Židů přepravena do Izraele v rámci operace Létající koberec. K roku 2013 žilo v Jemenu méně než 90 Židů.

## Původ
Jejich původ není znám. Kolují mýty a legendy o části národa, která zde našla domov za exilu z Egypta, o Královně ze Sáby či o ztracených deseti izraelských kmenech. První osídlení Jemenu začalo pravděpodobně ve 3. století př. n. l. – 3. století n. l., tj. v období kdy vrcholil arabský obchod s kořením. Je také známá skutečnost, že do této oblasti poslal z Judeje Herodes roku 25 př. n. l. pomocné sbory, aby podpořili Římany při dobývání jižní Arábie. Tyto sbory se zpět nikdy nevrátily.

## Historie

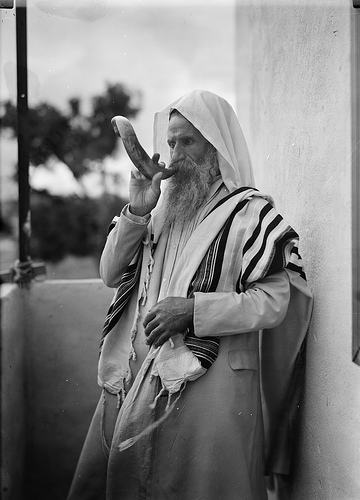
Jemenský Žid troubící na šófar

Nejstarší dochované zmínky lze nalézt na nápisech, kde jsou záznamy o židovském království v Himjáru a jeho králi Júsufu As'aru Zú Nuwásovi (517–525), který přijal judaismus. Další informace poskytují islámské prameny v 7. století, kdy byly jihoarabské kmeny obráceny na Islám. V 9. století mohli jemenští Židé ještě vlastnit půdu a jejich postavení bylo o mnoho lepší než postavení jiných Židů v muslimských státech. Rozkvět místní komunity, a to jak ekonomický tak kulturní, nastal v době vzrůstajícího obchodu s Indií mezi 10. a 13. stoletím. Toto období znamenalo odtrhnutí se od duchovních center v Babylónu a Palestině a přimknutí k egyptské majmonovské škole.
Úpadek obchodu s Indií znamenal i úpadek a stagnaci místní židovské komunity. Po následující čtyři století (13. až 17.) jakékoliv zprávy o této komunitě chybějí. Zmínky lze najít až v roce 1629 poté, co se v zemi znovu chopili vlády šiítští zajdovští imámové a Židé se stali terčem útoků, kvůli legitimitě vlastní přítomnosti v zemi. Roku 1680 následovalo vyhnání ze Saná a středního Jemenu do Mauzy v Tihámě. Vyhnanství trvalo pouze rok, stačilo však k tomu, aby si Židé uvědomili, že asimilovat či soupeřit se zvyky a tradicemi jiných židovských diaspor prostě nelze.
Velký zlom v dějinách jemenských Židů nastal v 18. století, kdy dynastie kasimovských imámů přinesla zemi politickou integritu a hospodářský rozkvět. Židé měli taková privilegia, že některé rodiny (Irákí či později Halevi aš-Šajch) byly ustanoveny za dozorce nad ražením mincí a vybíráním daní. V tomto období se do popředí dostávají jména mnohých slavných duchovních vůdců jako například Jehuda Sa'dí, David Mašrikí či Jahjá Sálih.
19. století a kmenová povstání a invaze znamenaly pro jemenskou židovskou komunitu úpadek. Politického chaosu v zemi využili Britové a roku 1839 dobyli Aden. O 33 let později se stal Jemen opět provincií osmanské říše a na krátkou dobu se otevřel cizím vlivům. V roce 1891 byla znovuobnovena šiítská vláda a židovské postavení bylo opět v úpadku.
Nástup sionismu znamenal konec historie jemenských Židů. Během první alije (1881–1882) začalo velké stěhování do Palestiny. Do roku 1945 přišlo do země celkem 30 tisíc repatriantů. Při operaci Létající koberec v září roku 1950 bylo do Izraele přepraveno na 50 tisíc Židů.